# San Giorgio di Pesaro

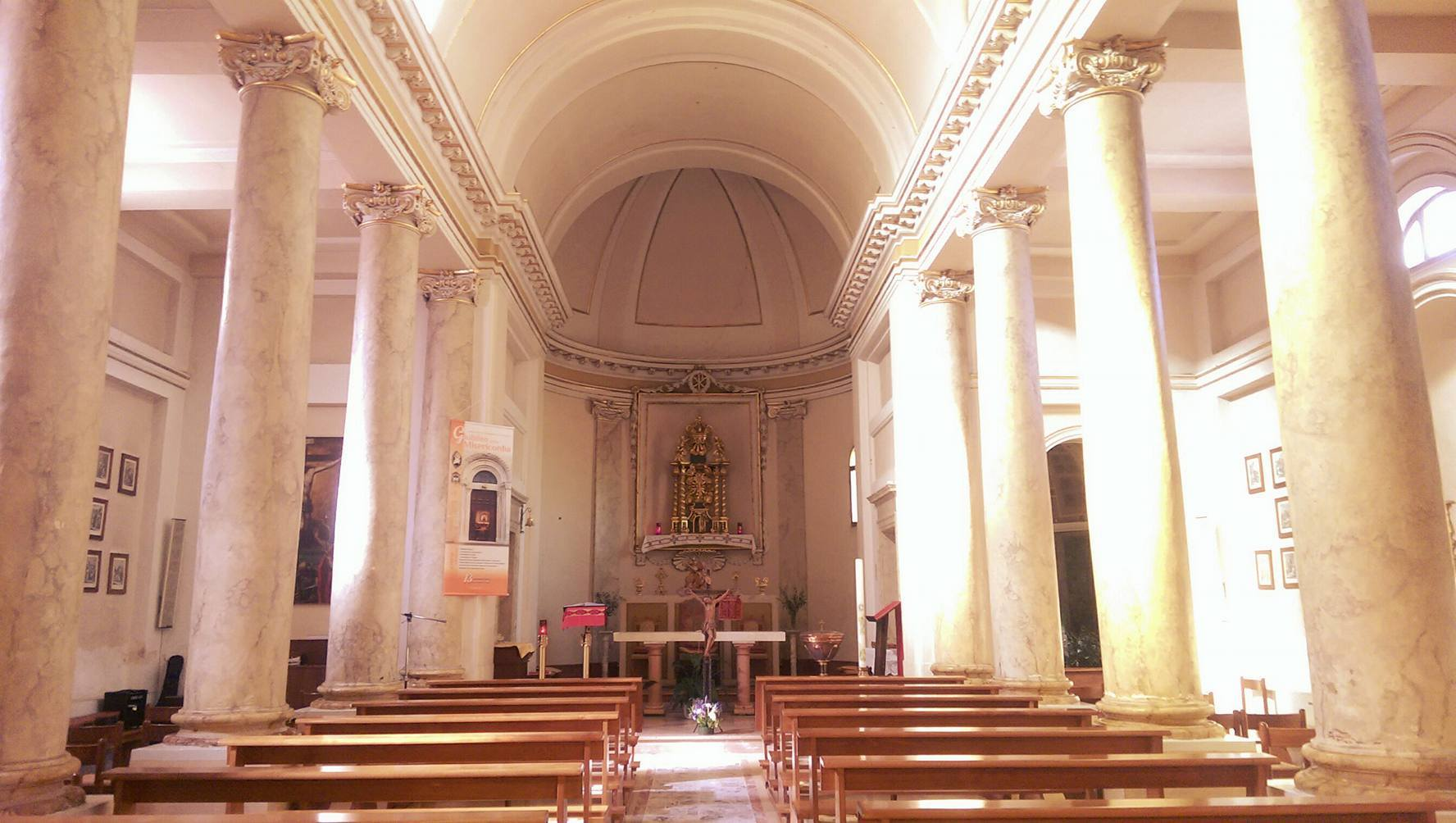
San Giorgio di Pesaro

San Giorgio di Pesaro là một đô thị ở tỉnh Pesaro và Urbino trong vùng Marche, nằm cách 45 km về phía tây của Ancona và khoảng 25 km về phía đông nam của Pesaro. Tại thời điểm ngày 31 tháng 12 năm 2004, đô thị này có dân số 1.316 và diện tích là 20,9 km².
San Giorgio di Pesaro giáp các đô thị sau: Mondavio, Monte Porzio, Orciano di Pesaro, Piagge, San Costanzo.